# Verfassung für die Stadt Bremerhaven
Die Verfassung für die Stadt Bremerhaven stammt vom 4. November 1947 und besteht derzeit in einer Neufassung vom 3. Dezember 2015. Aufgrund ihrer Verfassung wird die Stadt, auch im Vergleich mit den Regelungen für Gemeinden im übrigen Deutschland, oftmals als „freieste Gemeinde“ Deutschlands bezeichnet.
Da das Land Bremen über keine Gemeindeordnung verfügt und die Bremerhavener Verfassung somit auf Ortsrecht in Form einer Satzung fußt, ist diese Freiheit eingeschränkt: Die Verfassung darf höherrangigem Landes- oder Bundesrecht nicht zuwiderlaufen, andernfalls wären die betroffenen Bestimmungen unwirksam. Weiterhin existieren Regelungen zur Kommunalaufsicht durch das Land Bremen, die rechtlich jedoch nicht verbindlich sind.

## Vorläufer
Als erster Vorgänger kann die „Vorläufige Gemeindeordnung“ gelten, die auf den 8. November 1837 datiert. Zu dieser Zeit bestand noch eine Vormachtstellung des Bremer Senats über die „Colonie“ Bremerhaven. Eine weitere Gemeindeordnung wurde zum 18. Oktober 1851 erlassen und billigte dem Ort, abgesehen vom finanziellen Bereich, weitere Autonomierechte zu. Zum 1. Oktober 1879 erhielt die Stadt durch den Erlass einer Stadtverfassung das Recht auf Selbstverwaltung.

## Grundlegendes
Nach Artikel 145 der Landesverfassung der Freien Hansestadt Bremen können sich die Gemeinden ihre Verfassungen selbst geben. Die Bremerhavener Verfassung basiert dabei im Wesentlichen auf der Magistratsverfassung des Freiherrn vom Stein, auf der auch frühere Formen der Stadtverfassung beruhten. Im Weiteren bestand dann der Einfluss eines Verfassungsentwurfs, der im Mai 1947 auf dem Deutschen Städtetag vorgestellt wurde. Im bundesweiten Vergleich stellt diese Verfassungsform eine Besonderheit dar, da außer einigen Gemeinden in Hessen nur noch Bremerhaven über eine Magistratsverfassung verfügt. Hierbei werden Legislative (hier die Bremerhavener Stadtverordnetenversammlung) und Exekutive (der Magistrat) strikt getrennt. Da die Beschlüsse der Stadtverordnetenversammlung in Bremerhaven im Gegensatz zur „echten“ Magistratsverfassung keiner Zustimmung des Magistrats bedürfen, um rechtskräftig zu werden, ist hier auch von einer „unechten Magistratsverfassung“ die Rede.

## Gliederung
Die Verfassung umfasst 80 Paragraphen, die sich wie folgt gliedern:
- Grundlagen der Stadtverfassung (§§ 1–8)
- Rechte und Pflichten der Einwohnerinnen und Einwohner, Bürgerinnen und Bürger (§§ 9–21)
- Verwaltung der Stadt
  - Stadtverordnetenversammlung (§§ 22–45)
  - Magistrat (§§ 46–55)
  - Verwaltung von Sondervermögen (§ 56)
- Stadtwirtschaft
  - Stadtvermögen (§§ 57–60)
  - Wirtschaftliche Betätigung (§§ 61–62)
  - Schulden (§ 63)
  - Haushalt (§§ 64–66)
  - Rechnungsprüfung (§§ 67–73)
- Aufsicht (§§ 74–79)
- Schlussvorschriften (§ 80)

## Inhalt
Im ersten Teil werden prinzipielle Fragen behandelt, darunter das Führen von Hoheitszeichen (§ 7) oder die Definition des Stadtgebiets (§ 8). Zugleich regelt § 3, dass eine Änderung der Stadtverfassung eine Zweidrittelmehrheit in der Stadtverordnetenversammlung sowie eine Genehmigung des Senats der Freien Hansestadt Bremen erfordert.
Der zweite Teil der Verfassung regelt u. a. Bestimmungen zum Ehrenbürgerrecht (§ 14), zu Einwohneranträgen (§ 15), zu Bürgerbegehren (§ 16) sowie zu Bürgerentscheiden (§ 17). In § 18 ist außerdem ein Beteiligungsrecht von Kindern und Jugendlichen vorgesehen, sofern ihre Interessen durch Planungsvorhaben der Stadt berührt werden.
Im dritten Teil der Verfassung werden Aufgaben und Zuständigkeiten der beiden Organe der Stadt, der Stadtverordnetenversammlung und des Magistrats, näher ausgeführt. Die Stadtverordnetenversammlung besteht aus 48 Stadtverordneten (§ 22). Der Magistrat besteht aus Oberbürgermeister, Bürgermeister sowie hauptamtlichen und ehrenamtlichen Mitgliedern (Stadträten) (§ 46). Alle Mitglieder des Magistrats werden von der Stadtverordnetenversammlung bestimmt, was deutschlandweit eine Ausnahme ist. Bremerhaven ist somit (neben der Stadtgemeinde Bremen) seit den 1990er-Jahren auch der einzige Ort im norddeutschen Raum, in dem die Bürgermeister nicht direkt durch das Volk gewählt werden. Das eröffnet die Frage, inwiefern es sich hierbei um ein Defizit an direkter Demokratie handelt.
Durch den vierten Teil werden Grundsätze der Vermögens- und Haushaltsverwaltung ausgeführt und Regelungen zur wirtschaftlichen Betätigung der Stadt und zur Aufnahme von Schulden erlassen. Der fünfte Teil legt fest, dass der Senat der Freien Hansestadt Bremen als Landesregierung die Aufsicht darüber ausübt, dass Bremerhaven im Einklang mit den Gesetzen verwaltet wird (§ 74). Wird bestehendes Recht verletzt, so kann der Senat den Magistrat oder den Oberbürgermeister anweisen, dies zu beanstanden (§ 76). Kommt die Stadt gesetzlich obliegenden Verpflichtungen nicht nach, kann der Senat nach Ablauf einer Frist anstelle der Stadt das Erforderliche anordnen (§ 77). Mithilfe dieser Paragraphen versucht die Bremerhavener Verfassung, per Ortsrecht Landesbefugnisse festzulegen und zugleich einzugrenzen. Das wird in der Literatur als unzulässig erachtet, auch weil im Bremer Landesrecht kein Gesetz zur Ausführung einer solchen, mithin unverbindlichen, Kommunalaufsicht existiert. Bislang wurde keine gerichtliche Auseinandersetzung aufgrund dieser Bestimmungen geführt, aufgekommene Streitigkeiten wurden politisch bewältigt.